# Calopteryx melli
Calopteryx melli е вид водно конче от семейство Calopterygidae. Видът не е застрашен от изчезване.

## Разпространение
Разпространен е в Китай (Гуандун, Гуанси, Дзянси, Фудзиен и Хайнан).